# Папячкис, Тадас
Тадас Папячкис (лит. Tadas Papečkys; 28 сентября 1978, Капсукас, Литовская ССР, СССР) — литовский футболист, защитник.

## Биография
Начинал футбольную карьеру в литовском клубе «Каунас». За девять лет в команде провёл 174 игры, забил 30 мячей. В 2002 был в аренде в махачкалинском «Анжи», но на поле вышел только один раз. Вскоре вернулся в Литву, где продолжил играть за «Каунас». В 2006 году перешёл в литовский клуб «Шилуте», где в 27 играх чемпионата отличился дважды. В начале 2007 играл в Латвии за клуб «Рига».
Летом 2007 перешёл в польский клуб «Гурник». В середине сезона 2008/09 был отдан в аренду в клуб Лодзь. Летом 2009 вернулся обратно в «Гурник», который в сезоне 2008/09 финишировал на 16-м месте и покинул Экстраклассу. Однако на поле так ни разу и не появился, а в зимний перерыв покинул команду.
В 2010 году играл за «Калев» (Силламяэ), который год ранее завоевал серебряные медали чемпионата Эстонии. Однако в клубе провел только 5 игр, получил травму и вскоре покинул команду.
В конце карьеры играл за литовские клубы 1-й лиги «Летава» (Йонава) и «Шилас» (Казлу Руда), также играл за местные футзальные клубы.

### Выступления за сборную Литвы
В 2005 году дебютировал в составе сборной Литвы. Всего в составе сборной провел 7 игр.

## Достижения
- Кубок Балтики по футболу 2005
- Чемпион Литвы (6): 1999, 2000, 2001, 2002, 2003, 2004,
- Обладатель Кубка Литвы (3): 2001/02, 2004, 2005